# Карен Пенс
Карен Суе Пенс (енгл. Karen Sue Pence; Канзас, 1. јануар 1957) је америчка наставница, сликарка и бивша Друга дама Сједињених Америчких Држава од 2017. до 2021. године. Удата је за бившег гувернера Индијане и 48. потпредседника Сједињених Америчких Држава, Мајка Пенса. Била је прва дама Индијане у периоду од 14. јануара 2013. до 9. јануара 2017. године.

## Младост и образовање
Пенсова је рођена као Карен Суе Батен у Канзасу1. јануара 1957. године Њени родитељи су били Лилијан († 2004) и Џон М. Батен († 1988), некадашњи први човек Јунајтед ерлајнса. Одрасла је у Броуд Рипл селу, у околини Индијанаполиса, где је и завршила Бишор Катард средњу школу. Пенсова је похађала Универзитет Батлер где је студирала да постане наставник и дипломирани уметник, где је за обе струке добила диплому.

## Каријера
Пенсова је предавала у Џон Стренџ, Актон и Фол Крик основним школама, као и у средњој школи Орчард у Индијанаполису.
Након рођења првог детета, Пенс је узимала часове у сликарској техници акварела, где је савладала сликање портрета кућа и историјских грађевина. Радила је чак 35 слика годишње, а неке од њих су продаване на локалним уметничким сајмовима.

## Прва дама Индијане
Пенсова је била прва дама Индијане током мандата њеног супруга као гувернер Сједињених Држава од 2013. до 2017. године. У њеној првој години мандата, основала је Добротворну фондацију Прве даме Индијане да промовишу појединце и организације које подстичу децу, породицу и уметност.
Током 2015. године, Пенсова је започела бизнис под називом То је мој пешкир, где је промовисала металне шнале, које се каче за пешкире на плажи, ради лакшег идентификовања пешкира, међу гомилама других. Бизнис Пенсове нарочито је заживео у време кад је њен супруг, Мајк Пенс постао потпредседник Сједињених Америчких Држава.

## Друга дама Сједињених Држава
Пенсова је постала Друга дама Сједињених Америчких Држава 20. јануара 2017. године, након Џил Бајден. Ангажовала је Кристајна Кинга Невинса за свог шефа штаба, који је служио на истој позицији код бивше Прве даме Барбаре Буш. Као Друга дама, Пенс је намеравала да подигне свест о терапији уметности, коју је први пут применила приликом обиласка Вашингтонске болнице током мандата њеног супруга као конгресмена.
У октобру 2017. године посетила је универзитетско насеље Државног универзитета Флориде да истакне програм универзитетске терапије, који датира из деведесетих година 20. века.

## Породица и приватан живот
Пре брака са Мајк Пенсом имала је још један брак, са Џоном Стивеном Витакером, кога је упознала у средњој школи. Венчали су се 4. августа 1978. године у Брустеру, у Тексасу.. Витакер је био студент медицине током њиховог брака.
Карен је упознала Мајка Пенса док је свирала гитару у католичкој цркви Светог Томаса. Након девет месеци забављања, верили су се у августу 1984. године и венчали 8. јуна 1985. године Карен и Мајк имају троје деце : Мајкла који служи у Маринском корпусу Сједињених Држава, Шарлот и Андреја.
Пенс је већину свог живота живела у Индијани, иако се читава породица преселила у Вашингтон, где су били дванаест година, док је њен супруг Мајк Пенс био конгресмен из Индијане, пре него што је изабран за гувернера државе.
Пенсова је позната по својој посвећености промовисању уметности као начина лечења.